# Billy Martin
Billy Martin, właściwie William Dean Martin, (ur. 15 czerwca 1981 w Naptown) – gitarzysta, członek zespołu Good Charlotte.

## Życiorys

### Kariera
Karierę rozpoczął w grupie Overflow, gdzie był gitarzystą i wokalistą. Od 1996 jest członkiem Good Charlotte. Początkowo był drugim gitarzystą, a od trzeciej płyty grupy, The Chronicles of Life and Death (2004), przejął od Benji Maddena rolę pierwszego gitarzysty. Okazjonalnie gra także na instrumentach klawiszowych.
Martin prowadzi własną firmę odzieżową Level 27. 

### Życie prywatne
1 marca 2008 poślubił Lindsay 'Linzi' Michelle Williamson. Linzi była jego dziewczyną od 8 lat.